# Michael Horn
Michael Horn   (1859 - 1936) fou un compositor alemany. Es dedicà especialment a l'estudi del cant pla, en el qual en fou una autoritat de primer orde. De 1883 a 1896 fou organista i director de la música de l'abadia dels benedictins de Maredsous, al mateix temps que de l'escola de música annexa a l'abadia. Fou col·laborador de les principals revistes alemanyes i franceses de música gregoriana, i des de 1902 va redactar la Gregorianische Rundschau.
Entre les seves obres cal mencionar una Sammlung Kirchlicher Tonstücke f. d. Orgel, així com misses motets, preludis i altres composicions.